# Wiktor Aniczkin
Wiktor Iwanowicz Aniczkin (ros. Виктор Иванович Аничкин, ur. 8 grudnia 1941 w Swierdłowsku, zm. 5 stycznia 1975 w Moskwie) – rosyjski piłkarz, reprezentant Związku Radzieckiego.
Grał na pozycji obrońcy. Był wychowankiem młodzieżowego zespołu Awangard Moskwa oraz szkółki piłkarskiej przy Stadionie im. Lenina. Od 1960 reprezentował barwy moskiewskiego Dynama, w którym spędził 12 lat. Karierę kończył jako zawodnik Dinama Briańsk (1972). Jako zawodnik Dynama Moskwa zdobył mistrzostwo ZSRR w 1963 oraz dwukrotnie Puchar ZSRR w 1967 i 1970.
W reprezentacji ZSRR debiutował 20 maja 1964 spotkaniem z Urugwajem. Uczestniczył w Mistrzostwach Europy w 1964, na których Sborna zajęła 2. miejsce. 1 czerwca 1968 meczem z Czechosłowacją zakończył występy w drużynie Związku Radzieckiego. Razem w barwach ZSRR wystąpił 20 razy, strzelając 1 gola.
Po zakończeniu kariery piłkarskiej pracował w Ministerstwie Spraw Wewnętrznych ZSRR. Zajmował się również szkoleniem młodzieży w zespole Awangard.